# 오스만령 헝가리
오스만 제국령 헝가리(Ottoman Hungary)는 1541년부터 1699년까지 오스만 제국의 지배를 받은 지금의 헝가리에 속한 지역에 대해 설명한 것을 말한다.

## 역사

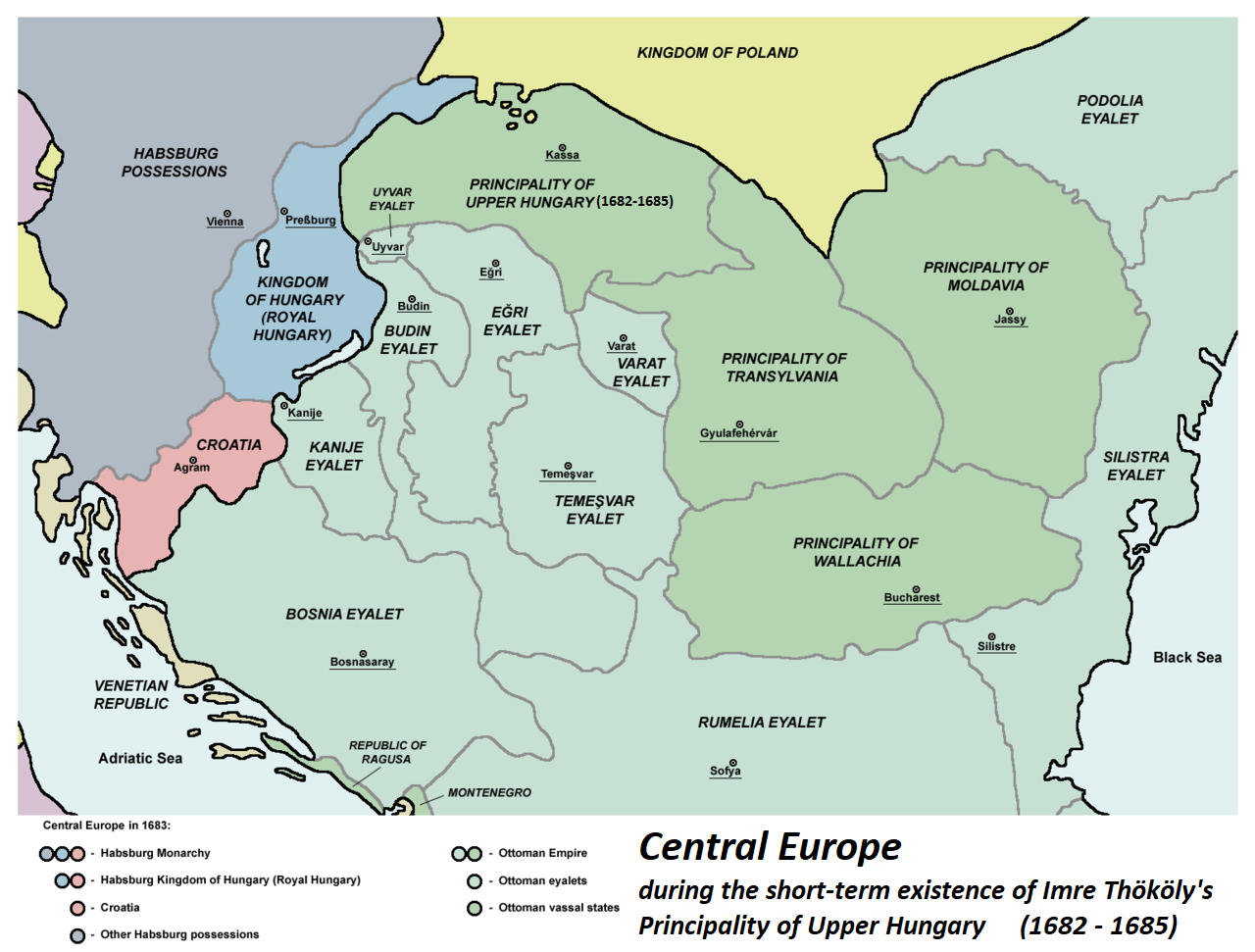
1683년 헝가리 지도

16세기까지 오스만 제국의 세력이 서서히 강화되어 발칸반도를 점령하는 사이 헝가리 왕국은 중세 후기의 농민 폭동으로 약체화되어 있었다. 러요시 2세(Louis II Jagiellon) 시대(1516년-1526년)에 있었던 국내의 충돌이 귀족을 양분했다.
1521년 베오그라드(Belgrade) 함락 후, 쉴레이만 1세(재위:1520년-1566년)는 약체화된 헝가리 왕국에 공격을 가하는 것을 서슴지 않았고, 100,000명의 적에 대해 26,000명이란 수적 열세와 지휘도 엉망이던 헝가리군은 1526년 8월 29일 모하치 전투에서 패배했다. 쉴레이만은 이로써 헝가리에 영향을 미칠 수 있게 된 한편, 전사한 로요슈 2세의 뒤를 이어 헝가리 왕위를 둘러싸고, 쉴레이만 1세에게 반종속 상태였던 서포여이 야노시(János Szapolyai)와 쉴레이만의 적이었던 신성 로마 제국 황제 페르디난트 1세는 서로 다투었다. 쉴레이만은 여기서 진격하여 오스트리아군을 괴멸시킬 의도로 1529년 빈(Vienna)을 포위(제1차 빈 공방전)했으나, 겨울이 찾아와 퇴각할 수밖에 없어서 빈 공략은 실패로 끝났다. 헝가리 왕위는 1540년까지 야노슈 자포야이와 페르디난트 1세 사이에서 치열한 다툼을 벌였다. 1541년 오스만 제국군에 의해 부다(현재 부다페스트의 일부)가 제압된 후, 헝가리의 서부와 북부는 합스부르크 왕가를 왕으로 인정한 합스부르크령 헝가리 왕국("로얄 헝가리"(Royal Hungary)가 되었고, 중부와 남부는 오스만 제국군이 점령했고, 동부는 사포야이의 아들이 동헝가리 왕국(Eastern Hungarian Kingdom)이란 이름으로 지배했다가 1570년 이후, 동헝가리 왕국은 트란실바니아 후국(Principality of Transylvania)이 되었다.
오스만 제국의 통치시대, 헝가리의 평화는 위태로운 것이었다. 합스부르크 왕가는 무슬림의 침략자로부터 국토를 해방할 계획을 밀어 붙쳤고, 또 중개자의 협력을 얻어 대응 종교 개혁(Counterreformation)을 추진했다. 오스만 제국은 1620년과 1683년 2번에 걸쳐 빈을 포위할 때 오스만 제국령 헝가리를 거점으로 이용했고, 신성 로마 제국과 신교도와의 사이의 대립을 이용하려는 시도도 있었다.
이때 헝가리에서는 변화가 일어나기 시작했다. 광대한 국토는 인구가 희박했고, 삼림은 우거졌다. 범람원은 늪지가 되었다. 점령자였던 투르크인들의 생활도 불안정했다. 냉혹한 새로운 주인으로부터 소작농이 숲 및 늪지로 도망쳐 게릴라 부대인 하지두(Hajdú)군을 결성했다. 길게 이어진 국경근처의 요새를 유지하기 위해 헝가리에서 얻은 수입의 대부분이 사용하였기에 결국 헝가리는 오스만 제국의 힘을 소모시키게 되었다. 그러나 경제의 일부는 번영했다. 광대한 미개 지역에 남독일 및 북이탈리아에서 데리고 온 소들을 도시에서 사육했다. 수년후 수출하는 소는 500,000두(頭)에 달했다. 와인은 체코 지역(보헤미아, 모라비아 방면), 오스트리아, 폴란드로 매매되었다.
그러나 끊이지 않는 전쟁의 종착점은 투르크인 지배와 합스부르크 왕가의 억압이 국토를 황폐화시켰다.
1683년 제2차 빈 공방전에서 대 와지르(grand vizier) 카라 무스타파 파샤(Kara Mustafa Pasha)가 이끄는 오스만 군이 얀 3세 소비에스키가 지휘하는 폴란드, 신성로마제국 연합군에게 패퇴한 사건은 오스만 제국 침체의 시작을 알리는 중요한 일이었고, 최종적으로 이 지역 힘의 균형을 흔들리게 했다. 1699년 대튀르크 전쟁(Great Turkish War)을 끝으로 카를로비츠 조약(Treaty of Karlowitz)이 체결되어 오스만 제국은 헝가리 왕국에서 빼앗은 영토의 거의 대부분을 합스부르크 왕가에게 할양했다. 이 조약을 거쳐 합스부르크 왕가는 헝가리 왕위를 계승하게 되었다(그때까지 구 헝가리 왕국의 북부와 서부만 있었고, 합스부르크령 헝가리 왕국이 영유하지 않았다).

## 행정

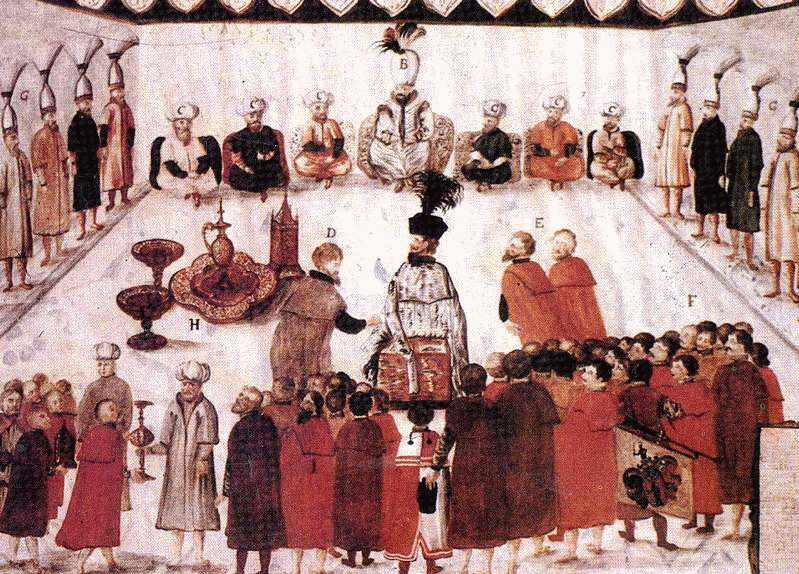
술탄의 사자를 맞이한 부다의 파샤.

오스만 제국의 최고위 관리가 부다의 파샤(Pasha)가 되면서 오스만 제국령 헝가리는 몇가지의 산자크(Sanjaks; 현(provinces)으로 분할되었다. 파샤와 산자크의 베그(Sanjak-Beys)(현지사)는 행정, 사법, 방위에 책임을 지고 있었다. 오스만 제국의 관심은 이 영토의 지배권을 확보하는 것밖에는 없었다. 대재상부(Sublime Porte; 오스만 제국의 지배기구 또는 그것을 나타내는 데 쓰이는 용어)는 독점적인 토지 소유자였고, 자신의 권익으로써 토지의 약 20%을 관리하였고, 남은 것은 군인과 문관에게 할당되었다.
새로운 지주의 주요한 관심은 이 지역에서 무엇보다 빨리 많은 부를 착취하는 것이었다. 수도 이스탄불에 대한 헝가리의 주요 중요성은 세수의 징수였다. 세수는 세금을 징수하는 앞에 이야기한 지주에게는 조금밖에 남지 않았다.
귀족의 대부분, 다수의 도시주민이 합스부르크령 헝가리 왕국("로열 헝가리(Royal Hungary)"으로 이주했다. 전쟁, 노예의 획득, 그리고 영지를 잃어버린 귀족들의 이주가 지방의 인구를 감소시켰다. 그러나 투르크인들은 종교적 관용을 실천해 오스만 제국내에 거주하는 다수의 민족집단이 내부문제에 대해서 상당한 자치권을 갖는것을 허용했다. 도시는 일부의 자치를 유지했고, 미술공예와 교역을 통해 풍부한 중산층이 출현했다.

## 문화
합스부르크 왕가와의 끊이지 않는 무력충돌에도 불구하고, 몇가지 문화적 중심이 오스만 제국의 변경지인 이 지역에 꽃피었다. 고전주의 시대의 오스만 건축(Ottoman architecture)의 뛰어난 사례는 유명한 일대 중심지였던 이스탄불과 에디르네(Edirne)에서 보여주었으나, 모스크, 다리, 샘, 목욕탕, 학교가 건축된 헝가리에서도 보이게 되었다(안타깝게도 합스부르크 왕가의 정복후 이들 건축물의 대부분은 파괴되었다. 지금은 거의 남아있는 것이 없다). 루다스 욕탕(Rudas Baths; 부다에 있다)의 건축에 의해 하맘이 도입된 것은 헝가리에서 오랜 투르크식 목욕탕 전통의 시작을 가리킨다. 적어도 75개의 한맘(hammams;증기탕)이 투르크 지배시대에 건설되었다.

### 이슬람 학교
17세기 165개의 초등학교(mekteb)와 77개의 중등학교 겸 고등학교 기관인 마드라사(medrese)가 39개의 주요 도시에서 운영되었다. 초등학교에서는 필기, 기초적인 산수, 코란의 낭독과 중요한 기도를 가르쳤다. 마드라사는 이슬람 종교학, 이슬람법, 자연과학의 범위에서 중등 및 고등교육을 실시했다. 마드라사 중 12개의 학교가 부다에서 운영되었다. 페치(Pécs)에 5개 학교, 에게르(Eger)과 에제크(Eszék)는 각각 4개 학교가 있었다. 오스만 제국령 헝가리에서 가장 유명한 마드라사는 부다에 있는 보스니아인 대재상 소콜루 무스타파 파샤(Sokollu Mustafa Pasha)가 헝가리를 통치한 기간(1566년-1578년)에 건축된 것이 있다.
다자미스(Djamis)에서는 사람들은 다만 기도만 하지 않고, 책을 읽고, 코란을 낭독하고, 그리고 기도를 가르쳤다. 설교는 정치교육의 가장 효과적인 형태였다. 모스크의 기타 수많은 초등 및 중등학교가 있어 이슬람 수도승의 수도회에 의한 수도원도 문화와 교육의 중심이었다. 문화의 확대는 도서관에 의해 지원되었다. 부다에 있던 소콜루 무스타파 파샤 학교도서관에는 이슬람 종교학과 더불어 이슬람의 기타 문학, 변론술에 대한 작품, 시가(詩歌), 천문학, 음악, 건축 그리고 의학에 관련된 책이 소장되어 있었다.

## 신앙

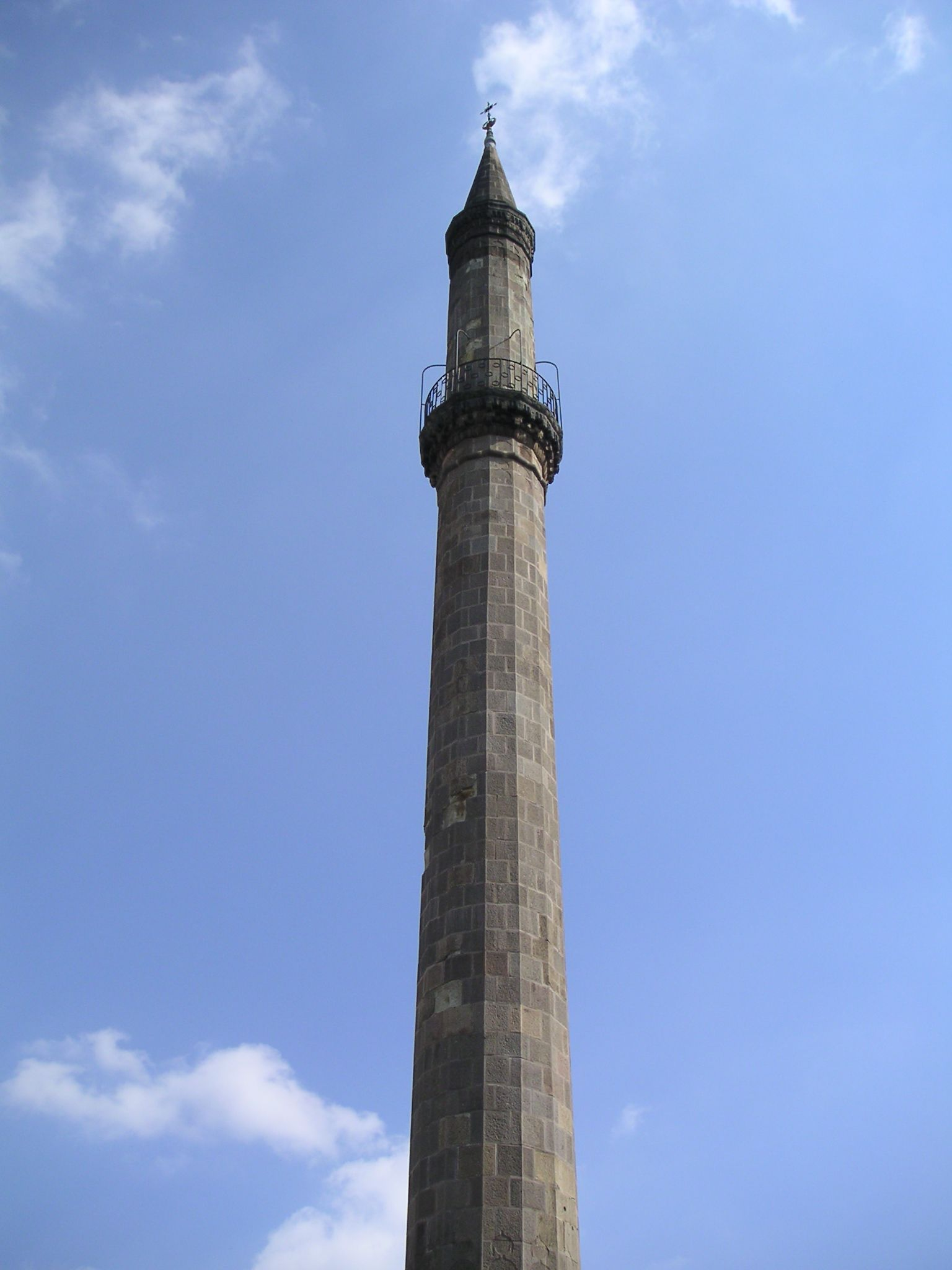
에겔의 미나레트

오스만 제국은 종교적 관용을 관례하였으므로 기독교는 금지되지 않았다. 그러나 80,000명에 달하는 이슬람교도의 이민과 함께 많은 사람들이 이슬람교로 개종하여 소수파에 불과하던 이슬람교도의 끊임없는 증가에 기여했다. 이슬람교도의 종교생활은 새롭게 건축되었거나, 옛 기독교 교회에서 모양을 바꾼 모스크와 다자미스(Djamis)에 의해 감독되었다. 모스크의 봉사자에 대한 지불은 교회의 유지와 함께 오스만 국가 또는 자선단체의 책무였다.
이슬람 정통파에 더해서 수많은 데르비시(Dervish; 이슬람 탁발 수도승) 공동체가 번영했다. 가장 중요한 것으로써는 수피니즘의 하나였던 베그타슈(Bektashis) 교단, 알레비파(halvetis), 메브레비(mevlevis) 교단이 있다. 유명한 부다의 굴 바바(Gül Baba) 수도원은 베그타슈 교단에 속한 60명의 데르비시를 보호했다. 이 수도원은 예니체리의 기지 가까이에 있었고, 3대 부다의 지사(Begler bey)인 야히야파자데 메흐메드 파샤(Jahjapasazáde Mehmed Pasha)에 의해 건축되었다. 부다페스트에 있는 유명한 다비슈이며 시인인 굴 바바의 영묘(Türbe)는 지금도 이슬람 순례의 최북지로 알려져 있다.
기타 당시 유명한 수도원으로써는 알레비파 데르비시의 것이 있다. 1576년 전후, 시겟트발(Szigetvár)에 있던 쉴레이만 1세의 영묘 근처에 건설되어 금세 주변 일대의 종교적, 문화적 중심지가 되었다. 이 수도원의 유명한 원장은 보스니아인의 세이브 알리 데데(Sejh Ali Dede)였다. 기타 유명한 수도원으로 페치의 야코바리 하산 파샤(Jakovali Hassan Pasha) 수도원이 있다. 이곳의 가장 걸출한 원장은 페치에서 태어난 투르크인으로써 메브레비 교단의 데르비시, 페체비 아리피 아흐메드 데데(Pecsevi Árifi Ahmed Dede)가 있다.

## 참조문헌
- This article contains material from the Library of Congress Country Studies, which are United States government publications in the public domain.
- Encyclopaedia Humana Hungarica: Cross and Crescent: The Turkish Age in Hungary (1526-1699)
- Balázs Sudár: Baths in Ottoman Hungary in "Acta Orientalia Academiae Scientiarum Hungaricae", Volume 57, Number 4, 7 December 2004, pp. 391–437(47)

## 같이 보기
- 오스만-합스부르크 전쟁